# ياري سيلفارا
ياري سيلفارا (بالإسبانية: Yari Silvera)‏ هو لاعب كرة قدم أوروغواياني في مركز نصف الجناح، ولد في 20 فبراير 1976 في ترینتا اي ترس ‏ في الأوروغواي. شارك مع منتخب الأوروغواي لكرة القدم. أما مع النوادي، فقد لعب مع بانفيلد وجوفينتود وريفر بليت وسنترال إسبانيول وهواتشيباتو.

## وصلات خارجية
- ياري سيلفارا على موقع الاتحاد الدولي (مؤرشف)  (الإنجليزية)
- ياري سيلفارا على موقع دوري كوريا الجنوبية (الإنجليزية)
- ياري سيلفارا على موقع قاعدة بيانات كرة القدم.إي يو (الإنجليزية)
- ياري سيلفارا على موقع ناشيونال فوتبول تيمز (الإنجليزية)